# Rue Dulong
La rue Dulong est une voie du 17e arrondissement de Paris, en France.

## Situation et accès

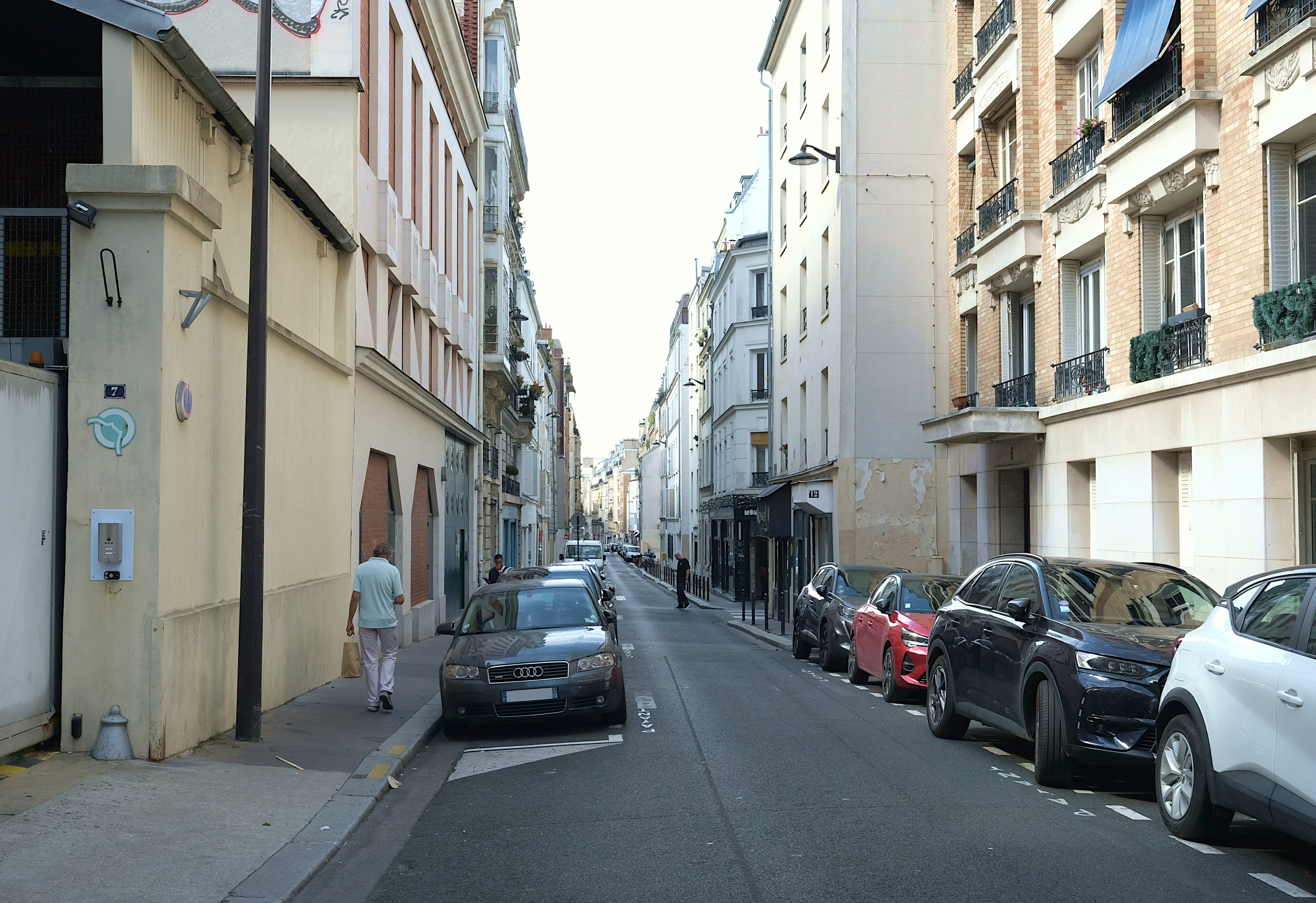
La rue Dulong vue de la rue des Dames.

La rue Dulong est une voie publique située dans le 17e arrondissement de Paris. Elle débute au 86, rue des Dames et se termine au 140, rue Cardinet.

## Origine du nom

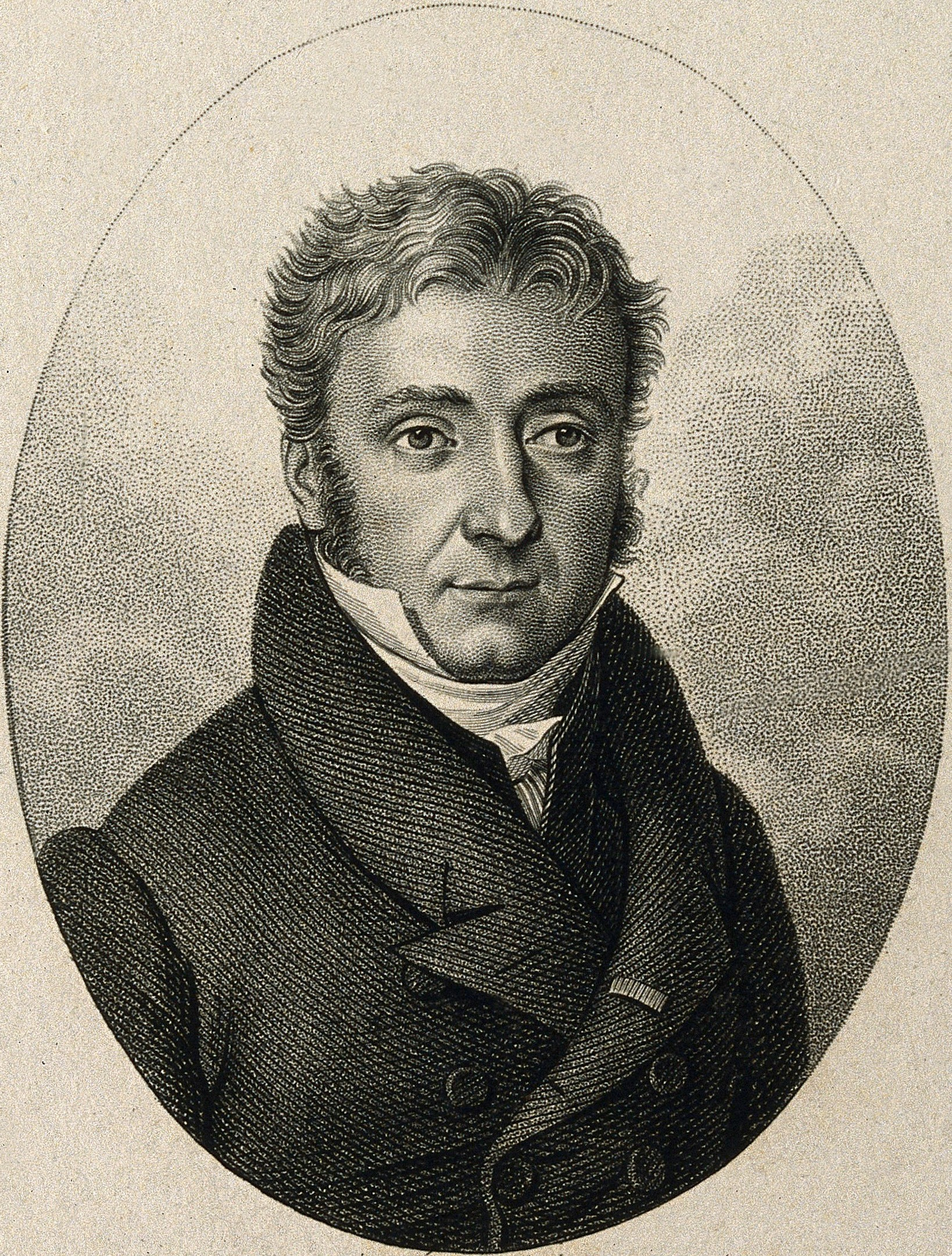
Pierre-Louis Dulong.

Elle porte le nom du chimiste et physicien Pierre Louis Dulong (1785-1838). 

## Historique

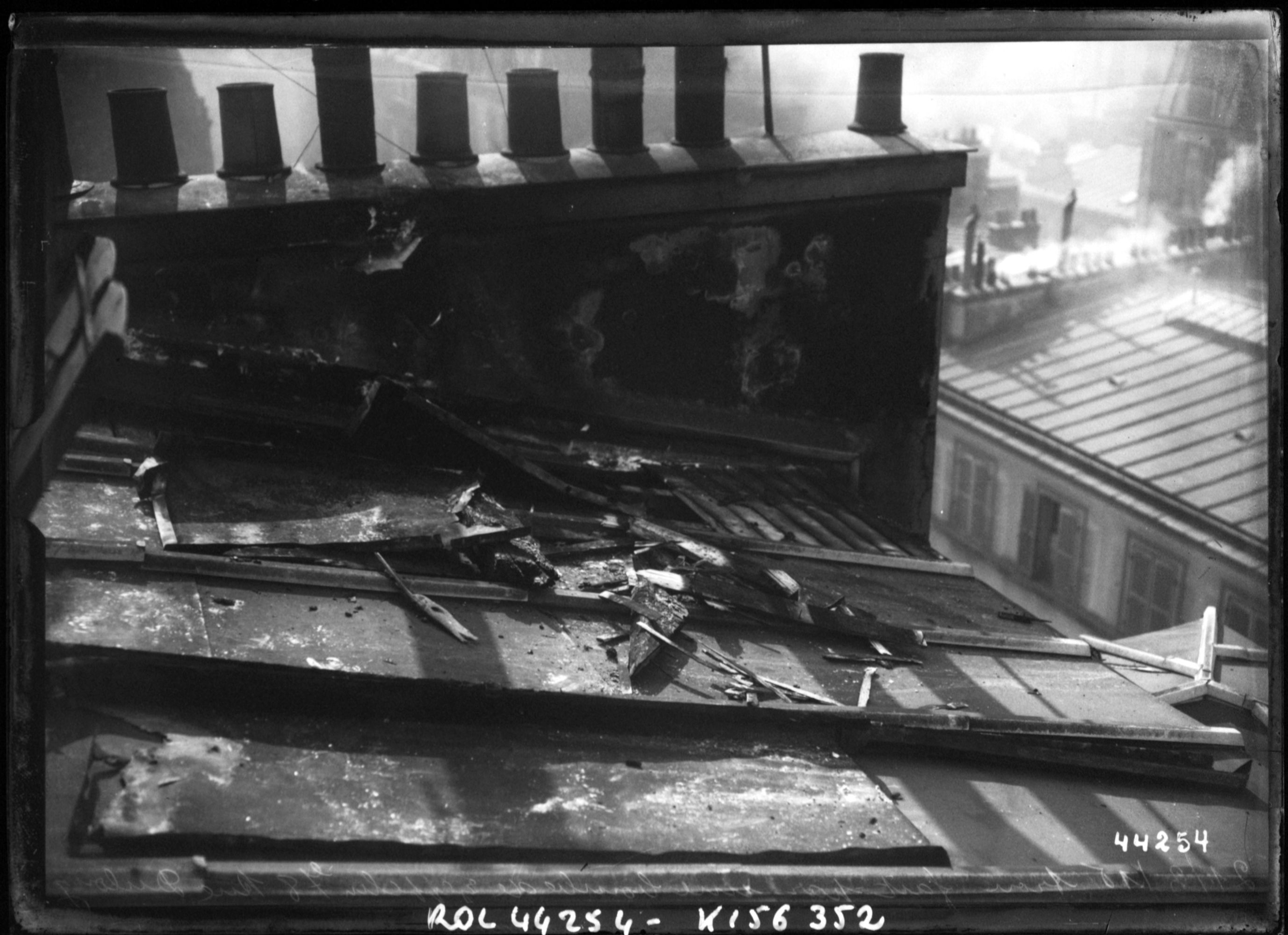
Dégâts causés par une bombe lâchée par un zeppelin durant la Première Guerre mondiale.

Cette voie de l'ancienne commune des Batignolles était appelée depuis 1824 « rue Saint-Étienne ».
Classée dans la voirie parisienne par décret du 23 mai 1863, elle prend sa dénomination par décret du 24 août 1864.
Le 21 mars 1915, une bombe lâchée d'un zeppelin tombe sur le toit du 78, rue Dulong.

## Bâtiments remarquables et lieux de mémoire

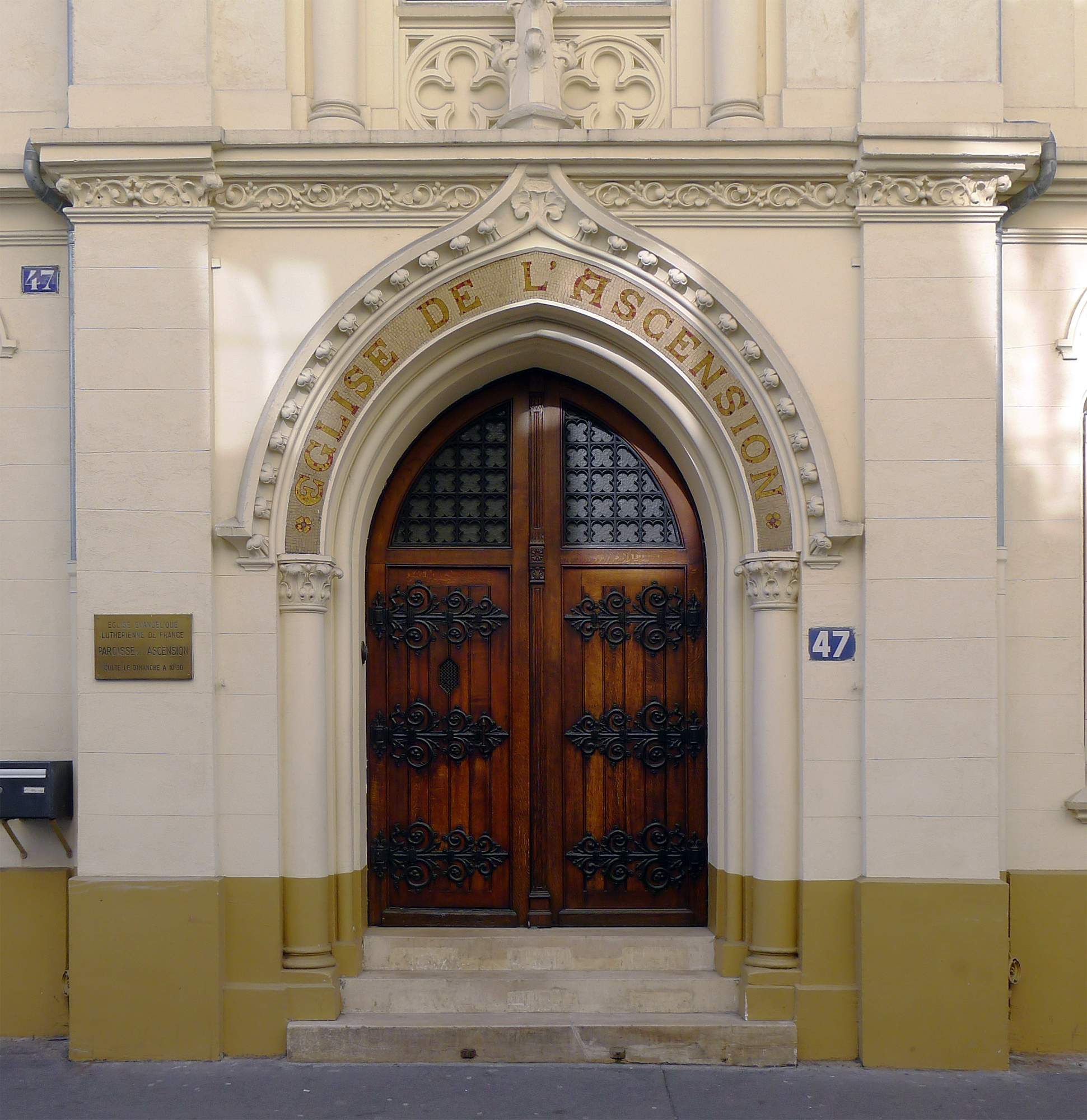
Église luthérienne de l'Ascension.

- No 40 : L'acteur Georges Lannes (1895-1983) et le dessinateur Pol Rab (1898-1933) y ont vécu.
- No 47 : Église luthérienne de l'Ascension
- No 56 : Le cardinal Jean Daniélou y est mort, en 1974, d'un infarctus chez une prostituée de cette rue[2],[3],[4],[5],[6].
- No 63bis : le peintre Michel Patrix y vécut. Son fils, le peintre Blaise Patrix y naquit.